# Dagmar Hagelberg-Raekallio
Dagmar Maria Hagelberg-Raekallio, född Sarlin 12 januari 1871 i Viitasaari, död 22 maj 1948 i Helsingfors, var en finländsk sångerska. Hon är mest känd för att varit den första som givit en hel sångkonsert på finska.
Hagelberg-Raekallios första musiklärare var modern, Margaretha Sarlin. Hon tog examen från flickskolan i Jyväskylä 1886 och fortsatte därefter vid lyceet. Sångstudierna fortsatte vid musikskolan i Viborg under ledning av Anna Forstén, varifrån hon utexaminerades 1892. Åren 1902–1903 studerade hon i Paris, liksom i Dresden och Rom 1909. Hagelberg-Raekallio verkade som musiklärare i solosång vid musikinstitutet i Viborg 1925–1928 och var körledare för ett antal körer i Jyväskylä och Helsingfors. Hon gav vidare konserter i Estland, Dresden, Sankt Petersburg, Ungern och Finland. Från 1895 var hon gift med Johannes Hagelberg (död 1936).